# سوق دبي المالي
سوق دبي المالي هو أهم سوق للأوراق المالية في دبي وأهم بورصة في الإمارات مع سوق أبوظبي للأوراق المالية. أفتتح في 26 مارس 2000. طرح السوق 20% من أسهمه في نوفمبر 2006 بعد أن أصبح شركة مساهمة عامة. ويعتبر أول سوق مالي يتم طرح أسهمه للاكتتاب العام في الشرق الأوسط، كما أنه أول سوق مالي في العالم يعمل وفق أحكام الشريعة الإسلامية، وتتعامل البورصة بالأوراق المالية الصادرة عن شركات المساهمة العامة، والسندات، والصكوك الإسلامية، وصناديق الاستثمار المشترك.

## دور سوق دبي المالي
يُعتبر مؤشر سوق دبي المالي مؤشراً رئيسياً يقيس أداء الأسهم المدرجة في سوق دبي ويحدد اتجاهات السوق، ويتضمن المؤشر مجموعة من الشركات المتنوعة في مختلف القطاعات الاقتصادية، ويتم حساب المؤشر بناءً على القيمة السوقية للأسهم المدرجة فيه، ويُعتبر مؤشر سوق دبي المالي أداة هامة للمستثمرين والمحللين الماليين لمتابعة أداء السوق واستراتيجيات الاستثمار، ويشمل المؤشر الشركات الكبرى في سوق دبي ويعكس بشكل عام الاتجاهات الاقتصادية والتجارية في إمارة دبي، ولهذا المؤشر أسلوب دقيق في حساب وتوزيع الأرباح وفهم حركة السوق، حيث يعتمد على:
- جمع البيانات: جمع بيانات أسعار الأسهم لكل الشركات في السوق.
- حساب القيمة السوقية: تُحسب عن طريق ضرب سعر السهم في عدد الأسهم المصدرة من الشركة.
- تحديد الوزن: تحديد وزن كل شركة في المؤشر بناءً على قيمتها السوقية مقارنة بالقيمة السوقية الكلية لجميع الشركات المدرجة.
- المؤشر المرجعي: يحسب بناءً على تغيير القيمة السوقية للشرکات، وعادةً ما يتم استخدام مؤشر مرجعي أو نقطة انطلاق لتحديد القيمة الحالية.
- توزيع الربع: في بعض الأحيان، يتم توزيع الشركات في السوق إلى أربع فئات "أو أرباع" بناءً على معايير مختلفة، مثل قيمتها السوقية، أداء السهم، أو القطاع الذي تنتمي إليه. يتيح هذا التوزيع للمستثمرين تقييم أجزاء مختلفة من السوق بشكل أفضل.
- تحديث البيانات: يتم تحديث المعلومات بشكل دوري (يومياً غالباً) لتعكس التغيرات في الأسعار والأحجام.

## الشركات المدرجة
يبلغ عدد الشركات المدرجة فيه 70 شركة إلى جانب عدة أدوات دين وصناديق استثمارية. وتعمل الشركات في قطاعات مختلفة، منها القطاعات المصرفية، وقطاع الصناعة، وقطاع العقارات، وقطاع الخدمات، وقطاعات أُخرى، وتنقسم إلى فئات متنوعة منها:
- الشركات القائمة: وهي شركات تتطلع إلى تسريع النمو وتنويع الثروات وتسهيل طرق الوصول إلى رأس المال
- الشركات الصغيرة والمتوسطة: وهي شركات مُدرجة ما لا يقل عن سنة في السجلات المالية
- الشركات العائلية: وهي الشركات المحلية
- شركات المناطق الحرة: تتضمن شركات المناطق الحرة في دولة الإمارات العربية المتحدة
- الإدراج المزدوج: وهي شركات مدرجة في أكثر من سوق وبورصة.

### البنوك
- مصرف عجمان الإسلامي
- مصرف السلام - البحرين
- مصرف السلام السودان
- أملاك للتمويل
- بنك دبي التجاري
- بنك دبي الإسلامي
- مصرف الإمارات الإسلامي
- بنك الإمارات العربية للاستثمار المحدود
- بنك الإمارات دبي الوطني
- مجموعة جي إف إتش المالية
- بنك المشرق
- تمويل ش.م.ع.

### الاستثمار والخدمات المالية
- الانصاري للخدمات المالية
- شركة المدينة للتمويل والاستثمار
- مجموعة السلام القابضة
- شركة سوق دبي المالي
- دبي للاستثمار
- شركة اكتتاب القابضة
- شركة الخليج للاستثمارات العامة
- المستشارون الماليون الدوليون
- شعاع كابيتال
- بيت الاستثمار العالمي
- شركة بيان للاستثمار
- شركة الخليج للاستثمار البترولي الكويت
- المجموعة العالمية للاستثمار الكويت
- شركة الفردوس القابضة
- الشركة الكويتية للتمويل وللاستثمار

### التأمين
- شركة اللاينس للتأمين
- شركة الصقر الوطنية للتأمين
- المجموعة العربية للتأمين (أريج)
- الشركة العربية الإسكندنافية للتأمين
- دبي للتأمين
- شركة دبي الإسلامية للتأمين وإعادة التأمين (أمان)
- شركة دبي الوطنية للتأمين وإعادة التأمين
- الشركة الإسلامية العربية للتأمين (سلامة)
- الشركة الوطنية للتأمينات العامة
- شركة عمان للتأمين
- شركة المشرق العربي للتأمين
- تكافل الإمارات
- دار التكافل

### العقارات والانشاءات الهندسية
- شركة المزايا القابضة
- أرابتك القابضة ش.م.ع.
- ديار للتطوير
- دريك آند سكل إنترناشيونال
- شركة دبي للتطوير
- شركة مجمعات الأسواق التجارية الكويتية
- إعمار العقارية
- فيدو العقارية
- الاتحاد العقارية
- الشركة الوطنية العقارية
- العربية للصناعات الثقيلة
- شركة المشروعات الكبرى العقارية ش. م. ك. م.
- شركة مجمعات الأسواق التجارية الكويتية

### النقل
- أجيليتي
- العربية للطيران
- أرامكس
- شركة الخليج للملاحة القابضة

### مواد البناء
- شركة الإسمنت الوطنية
- شركة صناعات الخرسانة الخلوية الكويت
- مجموعة الصناعات الوطنية القابضة الكويت

### السلع الاستهلاكية
- شركة دبي للمرطبات
- شركة الإمارات للمرطبات
- شركة جلفا للمياه المعدنية والتصنيع
- شركة الأغذية المتحدة
- شركة كايبارا المتحدة للألبان
- شركة جيما للمياه المعدنية

### الاتصالات
- دو
- هيتس تيليكوم القابضة

### المرافق العامة
- الشركة الوطنية للتبريد المركزي (تبريد).
- شركة سمارت للاستثمار العقاري

## وصلات خارجية
- سوق دبي المالي